# Take Me Home, Country Roads
Take Me Home, Country Roads is een nummer van de Amerikaanse singer-songwriter John Denver. Het nummer verscheen op zijn album Poems, Prayers & Promises uit 1971. Op 12 april van dat jaar werd het nummer uitgebracht als de enige single van het album. Het nummer bleek dusdanig populair dat het in 2014 werd toegevoegd aan de officiële volksliederen van de staat West Virginia.

## Achtergrond
"Take Me Home, Country Roads" werd mede geschreven door Bill Danoff en diens toenmalige vrouw Taffy Nivert, samen met "I Guess He'd Rather Be in Colorado", die allebei hits waren voor John Denver. Danoff, afkomstig uit Springfield, Massachusetts, vertelde dat hij niet in West Virginia was geweest voordat hij het nummer schreef. De inspiratie voor het nummer kwam tijdens een autorit naar een familiereünie van Nivert in Maryland. Om de tijd te doden, schreef Danoff een ballad over de wegen waar zij over reden. Hij dacht zelfs korte tijd na over het gebruik van "Massachusetts" in plaats van "West Virginia", aangezien beide staten uit vier lettergrepen bestaan en zo in het nummer zouden passen.
Aan het eind van 1970 stonden Danoff en Nivert in het voorprogramma van Denver als het duo Fat City. Na een auto-ongeluk, waarbij Denver zijn linkerduim brak en in het ziekenhuis belandde, vertelde het duo hem over het nummer waar zij op dat moment een maand aan hadden gewerkt. Oorspronkelijk wilden zij het nummer aan Johnny Cash aanbieden, maar toen Denver het hoorde, besliste hij dat hij het wilde opnemen, waarop het duo dat de oorspronkelijke tekst schreef besloot om het toch niet aan Cash te geven. Zij zongen het nummer voor Denver, die herinnerde dat hij vervolgens "flipte". Het trio paste vervolgens de tekst aan en toen zij klaar waren, vertelde Denver dat hij het nummer zou opnemen voor zijn volgende album.
Op 30 december 1970 zong Denver het nummer voor het eerst live, wat resulteerde in een staande ovatie die vijf minuten duurde. In januari 1971 nam hij het nummer op in de studio.
Vroege versies van de single schreven het nummer toe aan "John Denver with Fat City". Oorspronkelijk wilde platenlabel RCA Records de promotie van het nummer niet verlengen nadat vroeg succes uitbleef, maar Denver moedigde hen aan om eraan te blijven werken, wat resulteerde in een nummer 2-hit in de Billboard Hot 100.
"Take Me Home, Country Roads" is zeer populair in West Virginia, aangezien de naam van de staat voorkomt in het nummer. Zo is het onder andere het officiële themalied van de West Virginia University en wordt het gespeeld tijdens sportevenementen in de staat. In 2014 werd een campagne gestart om het nummer een officieel volkslied van de staat te maken, naast "West Virginia Hills", "This is My West Virginia" en "West Virginia, My Home Sweet Home", die al sinds 1963 tot de officiële liederen behoorden. Op 7 maart 2014 werd een resolutie goedgekeurd om dit te laten doorgaan en op 8 maart werd deze officieel getekend.
Er bestaan een aantal covers van dit nummer. Olivia Newton-John nam het nummer in 1973 en scoorde een top 10-hit in Japan en kwam tot de vijftiende plaats in het Verenigd Koninkrijk, maar bleef steken op de 119e plaats in de Verenigde Staten. De Nederlandse band Hermes House Band bracht het nummer uit onder de titel "Country Roads", dat de eerste plaats behaalde in Schotland, de tweede plaats in Duitsland en Ierland en de top 10 in Oostenrijk, Denemarken en het Verenigd Koninkrijk. In Nederland was het voor het eerst dat het nummer in de hitlijsten verscheen, maar het kwam niet verder dan de 27e plaats in de Nederlandse Top 40.

## Hitnoteringen

### John Denver

#### NPO Radio 2 Top 2000
| Nummer met noteringen in de NPO Radio 2 Top 2000 | '99 | '00 | '01 | '02 | '03 | '04 | '05 | '06 | '07 | '08 | '09 | '10 | '11 | '12 | '13 | '14 | '15 | '16 | '17 | '18 | '19 | '20 | '21 | '22 | '23 | '24 |
| ------------------------------------------------ | --- | --- | --- | --- | --- | --- | --- | --- | --- | --- | --- | --- | --- | --- | --- | --- | --- | --- | --- | --- | --- | --- | --- | --- | --- | --- |
| Take Me Home, Country Roads                      | 187 | 357 | 115 | 418 | 449 | 489 | 360 | 457 | 441 | 408 | 599 | 501 | 547 | 622 | 591 | 641 | 572 | 541 | 500 | 192 | 237 | 265 | 294 | 377 | 362 | 393 |

1. ↑  Een vetgedrukt getal geeft de hoogste notering aan.

### Evergreen Top 1000
| Evergreen Top 1000 | Evergreen Top 1000 | Evergreen Top 1000 | Evergreen Top 1000 | Evergreen Top 1000 | Evergreen Top 1000 | Evergreen Top 1000 | Evergreen Top 1000 | Evergreen Top 1000 | Evergreen Top 1000 | Evergreen Top 1000 | Evergreen Top 1000 | Evergreen Top 1000 | Evergreen Top 1000 | Evergreen Top 1000 | Evergreen Top 1000 | Evergreen Top 1000 |
| Jaar               | 2008               | 2009               | 2010               | 2011               | 2012               | 2013               | 2014               | 2015               | 2016               | 2017               | 2018               | 2019               | 2020               | 2021               | 2022               | 2023               |
| ------------------ | ------------------ | ------------------ | ------------------ | ------------------ | ------------------ | ------------------ | ------------------ | ------------------ | ------------------ | ------------------ | ------------------ | ------------------ | ------------------ | ------------------ | ------------------ | ------------------ |
| Positie            | 89                 | 561                | 554                | 554                | 535                | 52                 | 52                 | 101                | 116                | 158                | 124                | 77                 | 107                | 91                 | 142                | 97                 |

### Hermes House Band

#### Nederlandse Top 40
| Hitnotering: 15-12-2001 t/m 02-02-2002 | Hitnotering: 15-12-2001 t/m 02-02-2002 | Hitnotering: 15-12-2001 t/m 02-02-2002 | Hitnotering: 15-12-2001 t/m 02-02-2002 | Hitnotering: 15-12-2001 t/m 02-02-2002 | Hitnotering: 15-12-2001 t/m 02-02-2002 | Hitnotering: 15-12-2001 t/m 02-02-2002 | Hitnotering: 15-12-2001 t/m 02-02-2002 | Hitnotering: 15-12-2001 t/m 02-02-2002 |
| Week                                   | 1                                      | 2                                      | 3                                      | 4                                      | 5                                      | 6                                      | 7                                      |                                        |
| -------------------------------------- | -------------------------------------- | -------------------------------------- | -------------------------------------- | -------------------------------------- | -------------------------------------- | -------------------------------------- | -------------------------------------- | -------------------------------------- |
| Nummer                                 | 38                                     | 35                                     | 27                                     | 34                                     | 34                                     | 34                                     | 33                                     | uit                                    |

#### Mega Top 100
| Hitnotering: 13-10-2001 t/m 30-03-2002 | Hitnotering: 13-10-2001 t/m 30-03-2002 | Hitnotering: 13-10-2001 t/m 30-03-2002 | Hitnotering: 13-10-2001 t/m 30-03-2002 | Hitnotering: 13-10-2001 t/m 30-03-2002 | Hitnotering: 13-10-2001 t/m 30-03-2002 | Hitnotering: 13-10-2001 t/m 30-03-2002 | Hitnotering: 13-10-2001 t/m 30-03-2002 | Hitnotering: 13-10-2001 t/m 30-03-2002 | Hitnotering: 13-10-2001 t/m 30-03-2002 | Hitnotering: 13-10-2001 t/m 30-03-2002 | Hitnotering: 13-10-2001 t/m 30-03-2002 | Hitnotering: 13-10-2001 t/m 30-03-2002 | Hitnotering: 13-10-2001 t/m 30-03-2002 | Hitnotering: 13-10-2001 t/m 30-03-2002 | Hitnotering: 13-10-2001 t/m 30-03-2002 | Hitnotering: 13-10-2001 t/m 30-03-2002 | Hitnotering: 13-10-2001 t/m 30-03-2002 | Hitnotering: 13-10-2001 t/m 30-03-2002 | Hitnotering: 13-10-2001 t/m 30-03-2002 | Hitnotering: 13-10-2001 t/m 30-03-2002 | Hitnotering: 13-10-2001 t/m 30-03-2002 | Hitnotering: 13-10-2001 t/m 30-03-2002 | Hitnotering: 13-10-2001 t/m 30-03-2002 | Hitnotering: 13-10-2001 t/m 30-03-2002 | Hitnotering: 13-10-2001 t/m 30-03-2002 |
| Week                                   | 1                                      | 2                                      | 3                                      | 4                                      | 5                                      | 6                                      | 7                                      | 8                                      | 9                                      | 10                                     | 11                                     | 12                                     | 13                                     | 14                                     | 15                                     | 16                                     | 17                                     | 18                                     | 19                                     | 20                                     | 21                                     | 22                                     | 23                                     | 24                                     |                                        |
| -------------------------------------- | -------------------------------------- | -------------------------------------- | -------------------------------------- | -------------------------------------- | -------------------------------------- | -------------------------------------- | -------------------------------------- | -------------------------------------- | -------------------------------------- | -------------------------------------- | -------------------------------------- | -------------------------------------- | -------------------------------------- | -------------------------------------- | -------------------------------------- | -------------------------------------- | -------------------------------------- | -------------------------------------- | -------------------------------------- | -------------------------------------- | -------------------------------------- | -------------------------------------- | -------------------------------------- | -------------------------------------- | -------------------------------------- |
| Positie                                | 61                                     | 63                                     | 57                                     | 55                                     | 48                                     | 42                                     | 37                                     | 33                                     | 32                                     | 21                                     | 17                                     | 18                                     | 19                                     | 22                                     | 23                                     | 26                                     | 23                                     | 24                                     | 28                                     | 39                                     | 52                                     | 68                                     | 72                                     | 72                                     | uit                                    |

- MusicBrainz work: 8f0121ea-85fe-3dff-be6b-927168987c03